# Margaret Matthews
Margaret Matthews, född 5 augusti 1935 i Griffin i Georgia, är en amerikansk före detta friidrottare.
Matthews blev olympisk bronsmedaljör på 4 x 100 meter vid sommarspelen 1956 i Melbourne.